# مواد عضوية منفصلة المصدر

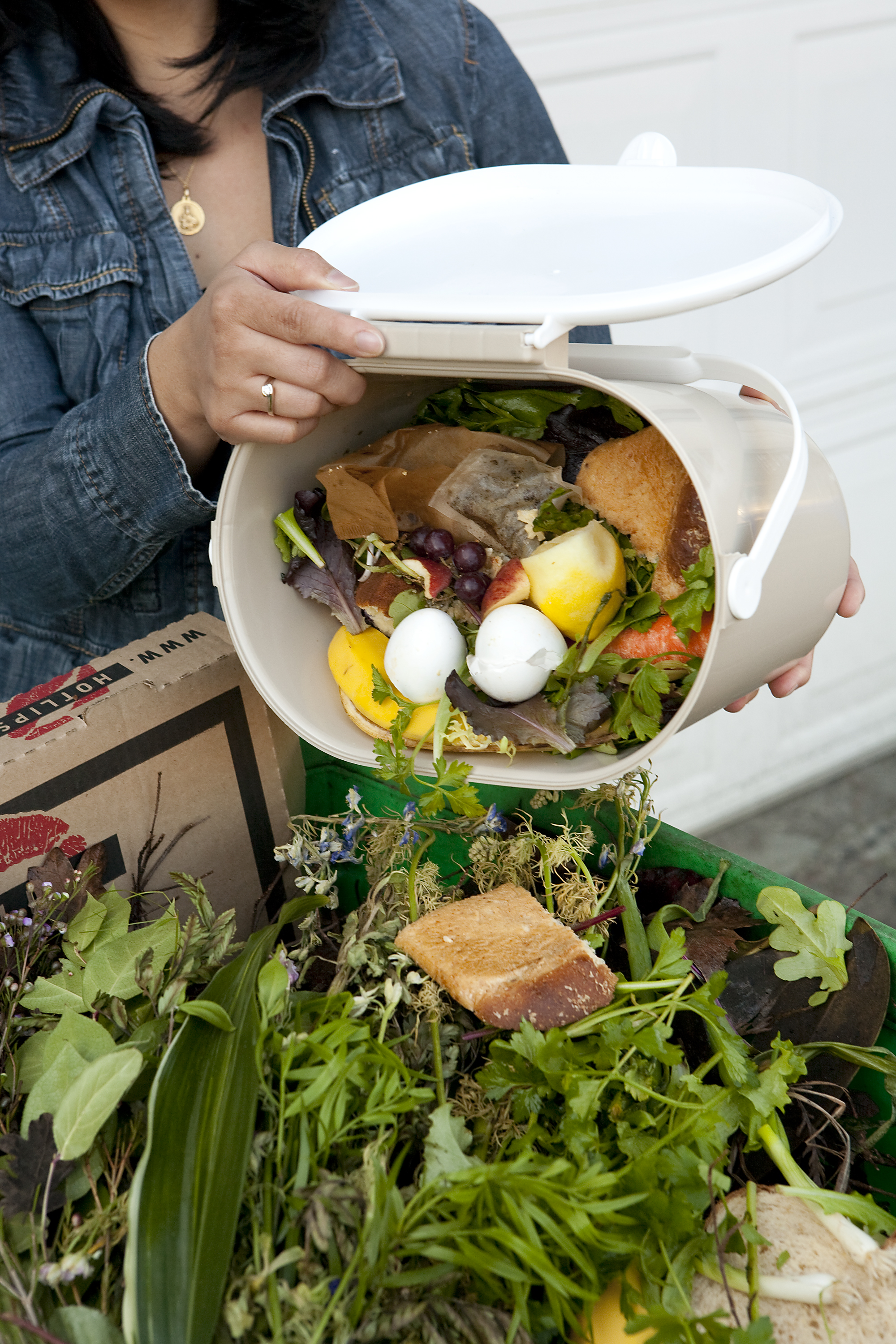

إن برنامج المواد العضوية منفصلة المصادر (بالإنجليزية: Source Separated Organics)‏ اختصارًا (SSO) هو نظام يقوم من خلاله مولدو النفايات بفصل النفايات القابلة للتحلل (السماد العضوي) عن مسار النفايات الأخرى بناءً على مصادرها المتنوعة، وضمها في مجموعات منفصلة.

## أنواع المواد العضوية
تتمثل أنواع المواد العضوية في قصاصات أشجار الحدائق، والنفايات الغذائية (بقايا الطعام)، والنفايات الخشبية، والمنتجات الورقية والورق المقوى، وعادة ما تمثل حوالي الثلث من وزن النفايات الصلبة المحلية.
تقوم برامج «المواد العضوية منفصلة المصادر» على تجميع النفايات المحلية، ومطابقتها لمواصفات الجودة والقبول لدى مرافق معالجة المواد العضوية، وطرق التجميع والفصل.  وتشمل أنواع المواد العضوية المجمعة ما يلي:
- نفايات الحدائق والمساحات الخضراء: نفايات الأزهار، فروع الأشجار، الأوراق، الحشائش، الأغصان، الأعشاب الضارة.

- النفايات الغذائية (بقايا الطعام): مخلفات المواد العضوية الناتجة عن عمليات المعالجة، وسوء التخزين، وتخفضيات الأسعار، والتجهيزات، والطبخ، وتقديم الطعام. وتشمل هذه المخلفات الفاكهة والخضراوات واللحوم والدواجن والمأكولات البحرية والقشريات والعظام والأرز والبقوليات والمعكرونة والمخبوزات والأجبان وقشور البيض وحبوب القهوة ورواسبها.

- الألياف الورقية: الكرتون المقوى، والمناديل الورقية، والمناشف الورقية، والأطباق الورقية غير المطلية، وأكياس الشاي، ومرشحات القهوة، وأقفاص الشحن الخشبية، وعلب البيتزا المشحمة.

- النفايات الخشبية: النفايات الخشبية الناتجة عن البناء، والنفايات الخشبية الناتجة عن تمهيد الآراضي في الضواحي، والمخلفات الخشبية الناتجة من الغابات والمناطق الريفية.

## البرامج
تم إطلاق برامج «المواد العضوية منفصلة المصادر» (SSO) في نطاق واسع من الأماكن، من بينها الوحدات السكنية للعائلات، والأعمال التجارية الخاصة، والفعاليات، ومصانع الطعام، والمدارس، والمستشفيات، والمطارات. وقد قامت وكالة حماية البيئة الأمريكية (EPA) بجمع المعدات والموارد اللازمة لإدارة نفايات الطعام لمساعدة المجتمعات المحلية المعنية بنشر جهودها من أجل الحد من النفايات الغذائية وتجميعها. وعادةً ما يتم جمع المواد اللازمة لبرامج «المواد العضوية منفصلة المصادر» في حقائب ورقية رطبة القوام، أو حاويات بلاستيكية غير مبطنة، أو البطانات (الأكياس) البلاستيكية التي تطابق معايير الجمعية الأمريكية لاختبار المواد رقم 6400.